# Wewirzany
Wewirzany (lit. Veiviržėnai) – miasteczko na Litwie, położone w okręgu kłajpedzkim w rejonie kłajpedzkim, 21 km na południowy wschód od Gorżd, 964 mieszkańców (2001). Siedziba starostwa Wewirzany. 
Znajduje się tu kościół parafialny, gimnazjum, poczta, posterunek policji i filia biblioteczna.

## Zabytki
- Kościół św. Mateusza z XVIII wieku
- Drewniana kaplica cmentarna z 1835
- Brama cmentarna z XIX wieku[1]